# Thylamys macrurus
Thylamys macrurus é uma espécie de marsupial da família Didelphidae. Pode ser encontrada no Brasil e Paraguai.